# Graphium rubrum
Graphium rubrum är en lavart som beskrevs av Rumbold 1934. Graphium rubrum ingår i släktet Graphium och familjen Microascaceae.   Inga underarter finns listade i Catalogue of Life.